# Кризис водоснабжения на Донбассе
Кризис водоснабжения на Донбассе — Гуманитарный и экологический кризис, охвативший Донбасс, усугубился после начала вооружённого конфликта в 2014 году. Ситуация достигла критической точки к 2025 году. В результате боевых действий была полностью разрушена водопроводная инфраструктура региона, что привело к невозможности её восстановления. В Донецке и некоторых других городах Донбасса централизованная подача воды сократилась до нескольких часов в неделю. Качество воды стало непригодным для питья и бытовых нужд.

## История водоснабжения региона
До начала российско-украинского конфликта основным источником водоснабжения был Канал Северский Донец — Донбасс, построенный в 1950-е годы. Канал обеспечивал транспортировку воды из реки Северский Донец (исток в Славянске) к Донецку, Горловке и другим городам Донецкой агломерации, а от них уходил на юг к Мариуполю.
По некоторым свидетельствам, до начала конфликта вода в Донецке подавалась ежедневно, а в шахтерских городах и посёлках — с перебоями и ограничениями, при этом около 90 процентов воды шло на нужды промышленности и только 10 процентов на нужды населения. При этом износ водопроводных сетей достигал 80 и более процентов. 

## Влияние конфликта на водную инфраструктуру
В 2014 году после российской аннексии Крыма и начала вооружённого конфликта на Донбассе Украина перекрыла Северо-Крымский канал, однако не стала перекрывать канал Северский Донец — Донбасс, чтобы не нарушать водоснабжение остававшихся под её контролем Мариуполя и Волновахи. В ходе боевых действий на Донбассе сооружения канала неоднократно повреждались, но после остановок водоснабжения ремонтировались. 
Однако после начала полномасштабных боевых действий в 2022 году канал Северский Донец — Донбасс, головные сооружения которого остались под контролем Украины, обмелел, а к концу осени поступление воды, по некоторым оценкам, упало на 80 процентов. По информации русской службы BBC, сильно обмелело Ханженковское водохранилище и другие искусственные водоёмы, являющиеся частью системы водоснабжения Донбасса. По некоторым оценкам, ситуация также усугубляется разрушением Каховской ГЭС в 2023 году и обмелением Днепра, из которого по системе каналов также подпитывалась система водоснабжения Донецкой области. 
В 2023 году Россия построила водовод Дон — Донбасс, через который вода из реки Дон поставляется в обмелевшее русло канала Северский Донец — Донбасс. Строительство канала курировал занимавший должность замминистра обороны России Тимур Иванов, впоследствие осуждённый за взяточничество. Однако этот канал покрывает лишь часть (по некоторым оценкам — около трети) водных потребностей региона. 

## Гуманитарные последствия
В Донецке и других городах Донецкой агломерации нет стабильного водоснабжения с 2022 года. По ряду свидетельств, в Донецке вода подается в жилые дома несколько часов в сутки раз в два-три дня, не доходит до верхних этажей, качество подаваемой воды отвратительное, её невозможно использовать для приготовления пищи и личной гигиены, на некоторых улицах ставят бочки с водой тоже сомнительного качества, жители вынуждены сокращать использование воды для бытовых нужд и покупать дорогую бутилированную воду (5 рублей за литр) для питья. 
По информации Медузы и русской службы BBC, примерно такая же ситуация с водоснабжением в Макеевке - воду подают раз в три дня, несколько лучше - в Мариуполе (раз в два дня), несколько хуже - в Енакиево (раз в четыре дня) и сельских районах (раз в шесть дней и реже, график часто не соблюдается); по некоторым неподтвержденным свидетельствам в социальных сетях, в отдельных населенных пунктах воды не было более двух недель и даже более месяца. В некоторых населенных пунктах организован подвоз воды машинами-водовозами. 

## Общественная реакция
Летом 2025 года получило известность коллективное обращение жителей оккупированного Россией Донецка к Владимиру Путину, авторы которого описывают картину катастрофы с водоснабжением в городе, усугубляемой планами Донецкого металлургического завода увеличить выпуск стали, активным жилищным и дорожным строительством, а также бесхозяйственным использованием дефицитной воды для фонтанов и водных шоу, и просят его взять ситуацию с водоснабжением под личный контроль и принять экстренные меры по налаживанию водоснабжения; на ситуацию обратили внимание также провластные военные блоггеры.
По мнению руководителя российской оккупационной администрации — «главы ДНР» Дениса Пушилина, водный кризис может разрешиться только при установлении российского контроля над Славянском и возобновления работы канала Северский Донец - Донбасс. 